# سسنا ۱۸۲
سسنا ۱۸۲ (به انگلیسی: Cessna 182) یک هواگرد ساختِ کارخانهٔ سسنا در کشور ایالات متحده آمریکا است که در سال ۱۹۵۶–۱۹۸۵ ساخته شد.